# 호드리구 도밍구스 두스 산투스
호드리구 도밍구스 두스 산투스(포르투갈어: Rodrigo Domingos dos Santos 1987년 1월 25일 ~ )는 호드리구 파라냐(포르투갈어: Rodrigo Paraná)로 불리는 브라질 출신의 축구 선수로, 포지션은 공격수이다. 2014년, 2015년, 2017년에 대한민국 2부 리그 K리그 챌린지에서 활약한 적이 있으며, K리그 등록명은 호드리고이었다. 현재 아소시아상 아틀리카 인터나시오날에서 활약하고 있다.

## 클럽 경력
정식으로 축구를 시작한 것은 20살, 이전까지 빵집에서 일을 하며 취미로 풋살하는 하는 정도였으나 당시 근무하던 빵집 사장의 소개로 브라질 미스투 EC 입단 테스트에 참가하게 되었고, 연습경기에서 3경기 5골을 넣으며 입단 테스트에서 합격하여 미스투 EC U-20팀에 입단하게 되었고, 이후 파라냐 주리그 론드리나 EC에 입단하며 프로축구 선수를 시작하게 되었다.
2013년 브라질 상파울루주 2부 리그 EC 상벤투에서 선수 생활을 하던 중 브라질 선수를 스카웃하기 위해 현지 경기장을 찾았던 부천 FC 관계자들의 눈에 띄어 2014년부터 2년간 부천 FC와 계약, K리그에 데뷔하였다.
K리그 챌린지 2014 부천 FC 1995 개막 경기에서 본인의 K리그 데뷔골이자 팀의 시즌 첫 골을 성공시켰다. 이후에도 공격진이 와해된 부천 FC에서 유일하게 두자릿수 득점에 성공하며 홀로 고군분투, K리그 챌린지 2014에서 11골로 득점 랭킹 5위를 기록하였다.
2016 시즌을 앞두고 J2리그의 V-바렌 나가사키로 이적했다.
2017년 여름 부천 FC로 이적하며 대한민국 무대로 복귀하였다. K리그 챌린지 2017 시즌 22라운드 부산 아이파크와의 홈 경기에서 교체 투입된 것을 시작으로, 남은 15라운드 중 14경기(6경기 선발, 8경기 교체 투입)를 소화했으며, 공격포인트는 2골 1도움이었다. 시즌 종료 이후 팀을 떠났다.
2018년 1월 24일 호드리고는 타이 리그의 우본 UMT 유나이티드 FC로 이적하였다.
2018년 여름 이적시장에서 K3리그의 시흥 시민축구단에 입단했다.